# 第十七季超級籃球聯賽總冠軍賽

第十七季超級籃球聯賽總冠軍賽是第十七季超級籃球聯賽的最後一個系列賽程，由包辦上下半季冠軍的台灣啤酒對上自季後挑戰賽晉升的裕隆納智捷，在2020年4月21日至4月30日，於晧宇國際訓練館開打。
由於台啤包辦上下半季冠軍，因此獲得1場保送勝。
這是兩隊第3次在冠軍賽交手。首度交手是第3季，裕隆恐龍以4勝1敗擊敗台啤完成3連霸；第2次交手是在第5季，最終台啤以4勝2敗甜蜜復仇完成2連霸。最終台啤以4比3擊敗裕隆，拿下隊史在超級籃球聯賽的第5座冠軍。

## 賽前兩隊比較
|            | 台灣啤酒       | 裕隆納智捷    |
| ---------- | -------------- | ------------- |
| 例行賽戰績 | 25勝7敗        | 16勝16敗      |
| 例行賽對戰 | 6勝2敗         | 2勝6敗        |
| 季後挑戰賽 | 直接晉級冠軍賽 | 3:0勝桃園璞園 |
| 總教練     | 周俊三         | 李啟億        |

## 逐場戰況
第一戰
| 2020-4-21 17:00 |

| 賽候數據 |

| 台灣啤酒 83–88 裕隆納智捷                        |  |                                               |
| 得分： 塞瑟夫 19 篮板： 蔣淯安 9 助攻： 蔣淯安 7 |  | 得分： 呂政儒 32 篮板： 布拉 13 助攻： 基恩 5 |

第二戰
| 2019-4-23 17:00 |

| 賽後數據 |

| 裕隆納智捷 89–83 台灣啤酒                   |  |                                                   |
| 得分： 基恩 26 篮板： 布拉 15 助攻： 基恩 6 |  | 得分： 塞瑟夫 17 篮板： 塞瑟夫 13 助攻： 塞瑟夫 6 |

第三戰
| 2020-4-24 19:00 |

| 賽候數據 |

| 台灣啤酒 94–74 裕隆納智捷                         |  |                                             |
| 得分： 巴克利 23 篮板： 巴克利 13 助攻： 巴克利 7 |  | 得分： 基恩 28 篮板： 布拉 16 助攻： 基恩 6 |

第四戰
| 2019-4-26 17:00 |

| 賽後數據 |

| 裕隆納智捷 82–90 台灣啤酒                   |  |                                                  |
| 得分： 基恩 25 篮板： 布拉 19 助攻： 基恩 7 |  | 得分： 巴克利 21 篮板： 塞瑟夫 9 助攻： 周伯勳 4 |

第五戰
| 2020-4-28 17:00 |

| 賽候數據 |

| 台灣啤酒 81–99 裕隆納智捷                         |  |                                             |
| 得分： 塞瑟夫 15 篮板： 塞瑟夫 10 助攻： 黃泓瀚 5 |  | 得分： 基恩 46 篮板： 布拉 11 助攻： 基恩 4 |

第六戰
| 2020-4-30 17:00 |

| 賽候數據 |

| 裕隆納智捷 78–117 台灣啤酒                  |  |                                                   |
| 得分： 布拉 23 篮板： 布拉 12 助攻： 基恩 5 |  | 得分： 蔣淯安 24 篮板： 巴克利 11 助攻： 蔣淯安 9 |

## 外部連結
- 超級籃球聯賽(新)官方網站 （页面存档备份，存于）